# Andrew Becker (astrónomo)
Andrew C. Becker (nacido en 1973) es un astrónomo estadounidense. 

## Biografía
Tras licenciarse en Física por la Universidad de Purdue en 1995, se doctoró en Astronomía por la Universidad de Washington en 1996 y 2000 respectivamente. Tras un periodo como investigador en diversos institutos, pasó a ser ayudante en 2006 y profesor asociado en 2012 en la Universidad de Washington.
El Minor Planet Center le atribuye el descubrimiento de 643 asteroides numerados entre 2004 y 2007, 22 de los cuales descubrió en colaboración con Jeremy M. Kubica y Andrew W. Puckett y dos con Amy E. Rose. Becker también es responsable del codescubrimiento de numerosos objetos transneptunianos.
El asteroide (5280) Andrewbecker fue bautizado en su honor. 
| (144897) 2004 UX10      | 20 de octubre de 2004    |
| (145452) Ritona         | 9 de septiembre de 2005  |
| (145452) 2005 RN43      | 10 de septiembre de 2005 |
| 145453 2005 RR43        | 9 de septiembre de 2005  |
| 145474 2005 SA278       | 27 de septiembre de 2005 |
| (145480) 2005 TB190     | 11 de octubre de 2005    |
| (175562) Ajsingh        | 28 de septiembre de 2006 |
| (175563) Amyrose        | 30 de septiembre de 2006 |
| (175588) Kathrynsmith   | 3 de octubre de 2006     |
| (178113) Benjamindilday | 27 de septiembre de 2006 |
| (178155) Kenzaarraki    | 3 de octubre de 2006     |
| (217510) Dewaldroode    | 1 de octubre de 2006     |
| (243000) Katysirles     | 1 de octubre de 2006     |
| (243002) Lemmy          | 11 de octubre de 2006    |
| (248835) 2006 SX368     | 16 de septiembre de 2006 |
| (261109) Annie          | 25 de septiembre de 2005 |
| (308379) 2005 RS43      | 13 de septiembre de 2005 |
| (308933) 2006 SQ372     | 25 de septiembre de 2006 |
| (470027) 2006 RC103     | 11 de septiembre de 2006 |
| (470083) 2006 SG369     | 16 de septiembre de 2006 |
| (523622) 2007 TG422     | 3 de octubre de 2007     |
| (525729) 2005 RQ43      | 11 de septiembre de 2005 |
| (525815) 2005 SD278     | 25 de septiembre de 2005 |
| (527603) 2007 VJ305     | 4 de noviembre de 2007   |
| (527604) 2007 VL305     | 4 de noviembre de 2007   |

1. ↑  Centro de los planetas menores (ed.). «Liste alphabétique des découvreurs d'astéroïdes». Consultado el 26 de abril de 2020.
2. ↑  Actualizado el 26 de abril de 2020. Solo se enumeran algunos de los asteroides.